# Оттав'яно
Оттав'яно (італ. Ottaviano) — муніципалітет в Італії, у регіоні Кампанія,  метрополійне місто Неаполь.
Оттав'яно розташований на відстані близько 210 км на південний схід від Рима, 20 км на схід від Неаполя.
Населення — 23 908 осіб (2014).

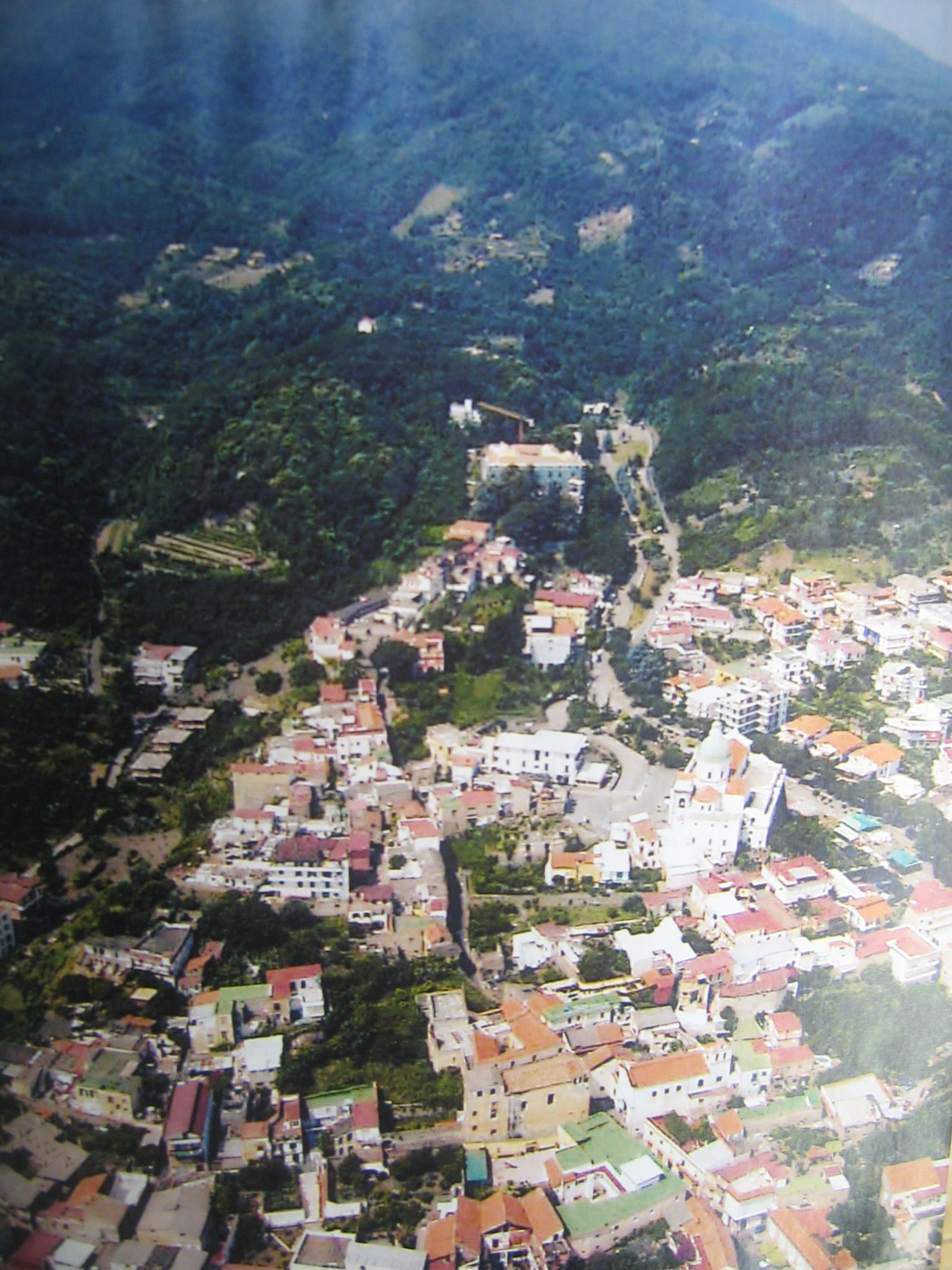

Щорічний фестиваль відбувається 8 травня. Покровитель — святий Архангел Михаїл.

## Демографія
Населення за роками:

Станом на 1 січня 2023 року в муніципалітеті офіційно проживало 1517 іноземців з 46 країн, серед них 257 громадян країн Євросоюзу та 351 громадянин України.

## Сусідні муніципалітети
- Боскотреказе
- Ерколано
- Нола
- Сан-Дженнаро-Везув'яно
- Сан-Джузеппе-Везув'яно
- Сомма-Везув'яна
- Терциньйо
- Торре-дель-Греко
- Треказе